# Jay Dobyns
Jay Anthony Dobyns (* Juli 1961 in Indiana), auch bekannt unter seinem Deck- und Spitznamen Jaybird, ist ein ehemaliger verdeckter Ermittler des Bureau of Alcohol, Tobacco, Firearms and Explosives (ATF). Er wurde international bekannt, nachdem er von 2001 bis 2003 gegen die Hells Angels ermittelt hatte. Im Rahmen seiner Rolle als Rocker täuschten er und sein Team den Mord an einem rivalisierenden Mitglied eines Motorcycle Clubs (MC) vor. Dadurch wurde ihm die Mitgliedschaft bei den Hells Angels angeboten. Sein 2009  veröffentlichtes Buch über seine Ermittlungen wurde zu einem Bestseller.

## Leben

### Jugend und Ausbildung
Dobyns wurde 1961 in Indiana geboren und wuchs in Tucson, Arizona auf. 1980 schloss er die Sahuaro High School ab. Er studierte bis 1985 an der University of Arizona, wo er für die Arizona Wildcats als Wide Receiver in der Pacific-12 Conference Football spielte. Er wurde zu einem Mitglied des Arizonas All-Century-Football-Team ernannt. In den Jahren 1985 und 1986 spielte er Football in der Canadian Football League (CFL) und in der United States Football League (USFL). Nach zwei Spieljahren verzichtete er auf eine Profikarriere, um Polizist zu werden. Dobyns wurde 1987 zu einem Agenten des ATF ernannt. Nach nur vier Tagen im Dienst wurde er als Geisel genommen und angeschossen. Die Brustwunde wurde von Richard Carmona versorgt, der später zum 17. Surgeon General of the United States ernannt wurde.

### Verdeckte Ermittlungen
Dobyns arbeitete bei verschiedenen Operationen als verdeckter Ermittler, meist ging es dabei um Gewaltverbrechen, den Handel mit Drogen oder Feuerwaffen. Er infiltrierte außerdem Gangs und gab sich als Auftragskiller aus. 2001 war er einer der führenden Ermittler in einer verdeckten Ermittlung gegen die Hells Angels. Zu diesem Zweck gaben sich Dobyns und sein Team als Nomaden des MCs Solo Angels aus. Dobyns spielte dabei einen Geldeintreiber und Waffenhändler. Durch einen vorgetäuschten Mord an einem Mitglied des Mongols MC, einer mit den Hells Angels verfeindeten Gang, wurde ihm 2003 die Mitgliedschaft bei den Hells Angels angeboten. Vor der Aufnahmezeremonie wurden jedoch die Ermittlungen beendet und es kam zu einer Reihe von Festnahmen an führenden Mitgliedern der Hells Angels, die nach dem RICO-Gesetz angeklagt wurden. Zwar gilt die Operation als gelungen, doch im Rahmen des Prozesses kam es zu Unstimmigkeiten zwischen den involvierten Behörden und einige Angeklagte wurden zu niedrigen Haftstrafen verurteilt beziehungsweise freigesprochen.

### Folgen der Ermittlungen gegen die Hells Angels
Nachdem 2004 im Rahmen des Prozesses Dobyns richtiger Name bekannt worden war, kam es zu einer Reihe von Todesdrohungen durch Mitglieder der Hells Angels, der Aryan Brotherhood und der Mara Salvatrucha. 2008 wurde Dobyns' Haus angezündet. Seine Familie, die zur Tatzeit zu Hause war, blieb unverletzt, doch die Einrichtung und die Besitztümer der Familie wurden zerstört.
Nachdem die Drohungen durch die Bundesbehörden ignoriert wurden, betätigte sich Dobyns als Whistleblower und kritisierte die Missstände beim United States Department of Justice, das seine verdeckten Ermittler nur unzureichend schütze. Mit dieser Behauptung wurde ihm sowohl vom United States Office of the Inspector General als auch dem United States Office of Special Counsel Recht gegeben. Seine Beschwerden wurden an den Präsidenten der Vereinigten Staaten weitergeleitet.
Dobyns trat in Sendungen wie Anderson Cooper 360 (CNN) und The FOX Report with Sheppard Smith (FOX) auf, wo er von den Todesdrohungen berichtete und die Unfähigkeit der Behörden ihn zu schützen publik machte. Auch Zeitschriften wie Newsweek, die Washington Post und das Wall Street Journal berichteten über Dobyns.
Anfang 2009 erschien in den Vereinigten Staaten sein Buch No Angel - My Harrowing Undercover Journey to the Inner Circle of the Hells Angels, das im Februar 2009 auf der Bestseller-Liste der New York Times stand. Coautor ist Nils Johnson-Shelton. 2010 erschien das Buch unter dem Titel Falscher Engel: Mein Höllentrip als Undercover-Agent bei den Hells Angels in deutscher Übersetzung im Riva Verlag. Das Buch blieb mehrere Monate auf der Bestsellerliste Sachbuch des Nachrichtenmagazins Der Spiegel. Höchstplatzierung war Platz 3.
Dobyns leitet heute die private Sicherheitsfirma „Jay Dobyns Group“, die öffentliche Präsentationen durchführt und Vollstreckungsbeamte ausbildet.

## Rezeption
Dobyns’ Arbeit als Ermittler diente als Vorlage für die Romane Angels of Death von Julian Sher und William Marsden und Running with the Devil von Kerrie Droban. Dobyns trat als er selbst in den Dokumentationen Gangland: Behind Enemy Lines des The History Channels und Inside: Outlaw Bikers - Hells Angels des National Geographic Channels auf. Auch Fox widmete dem Ermittler eine Folge von America’s Most Wanted.
2006 wurde Dobyns in die Hall of Fame seiner Highschool in Tucson, Arizona aufgenommen. 2010 wurde er außerdem in die Pima County Sports Hall of Fame aufgenommen.

## Werke
- No Angel - My Harrowing Undercover Journey to the Inner Circle of the Hells Angels, zusammen mit Nils Johnson-Shelton, Crown Publishers 2009. ISBN 978-0-307-40585-2
  - Falscher Engel: Mein Höllentrip als Undercover-Agent bei den Hells Angels, zusammen mit Nils Johnson-Shelton, München: Riva Verlag 2010. ISBN 978-3-86883-026-2 (deutsche Übersetzung von Martin Rometsch)
- Catching Hell: A True Story of Abandonment and Betrayal, Fofig 2018. ISBN 978-0-692-12502-1